# Ivan Tubau Comamala
Ivan Tubau Comamala (Barcelona, 17 d'agost de 1937 - 13 de novembre de 2016) fou un periodista cultural de premsa i televisió, poeta i estudiós del còmic, tant en llengua castellana com catalana.

## Biografia
Quan només tenia quatre anys, el seu pare, un exiliat de tendència anarquista, va morir en sortir del camp de concentració d'Argelers Va tenir una època hippy amb estius a l'illa d'Eivissa i la Costa Brava.
A Madrid va estudiar art dramàtic i periodisme i es va doctorar en Filologia francesa. Va col·laborar amb la revista Bang! i es va dedicar a l'humor gràfic amb el pseudònim de Pastecca (síndria en italià). Va treballar a la revista satírica El Jueves. El 1973 va escriure De Tono a El Perich, la primera història de l'humor gràfic a Espanya, i conscient de les seves limitacions en aquest camp, va optar per dedicar-se al periodisme.
Mentre feia de professor a la facultat de periodisme, va esdevenir el primer director de l'edició espanyola de Playboy. També va actuar a la pel·lícula eròtica Objectivo Sexo (1979), dirigida per Jordi Cadena.
Durant els anys 80, va presentar i va dirigir diversos programes televisius: Viure els 80 (1981), Cinc cèntims de cultura (1982-83), Hablemos de amor (1984) i El diván d'Ivan (1988-89). També va començar a publicar llibres de poesia.
Als anys 1990, va impartir l'assignatura de Periodisme Cultural a la Universitat Autònoma de Barcelona i va ser columnista de l'edició barcelonina d'El Mundo. El 7 de juny de 2005, al costat d'altres catorze intel·lectuals (la majoria, periodistes, editors, articulistes o professors universitaris) va presentar a Barcelona un manifest titulat «Por la creación de un nuevo partido político en Cataluña», embrió del partit polític Ciutadans. El 2010 donà suport a la candidatura d'UPyD a les Eleccions al Parlament de Catalunya de 2010.

## Premis
Ivan Tubau ha estat guardonat per la seva poesia en català amb els premis Enric Ferran (1991), Jocs Florals (2001) i Ausiàs March (2003).

## Obra
Dibujando historietas. Grupo Editorial Ceac, S. A., 1969
- De Tono a Perich : el chiste gráfico en la prensa española de la posguerra (1939-1969). Fundación Juan March, Serie Monografías, Madrid, 1973. ISBN 84-250-5011-1
- Teoría y práctica del periodismo cultural, Barcelona, Mitre, 1982;
- Crítica cinematográfica española, Barcelona, 1983
- Abans no arribi l'hivern, Barcelona, 1986. Novel·la
- Domicilios transitorios, Laertes, 1984. Poesia
- Les ostres i el vi blanc, Edicions 62, 1987. Poesia
- Paraula viva contra llengua normativa, Barcelona, Laertes, 1990. 978-84-7584-140-3
- Vendrán meses con erre, Hiperión, 1991. Poesia
- Quatre exercicis físics de metafísica, 1991. Poesia
- Vides privades, Barcelona, Laertes, 1991. ISBN 84-7584-179-1
- Periodismo oral, Barcelona, Paidos, 1993.
- Llengua i pàtria amb ceba tendra, Barcelona, Laertes, 1993. ISBN 84-7584-218-6
- Omobono y Etelbina en el país de los beatniks, Barcelona, 1994. Novel·la.
- La quijada de Orce, Lumen, 1997. Poesia
- Nada por la Patria, Flor del viento ediciones,1999. Ensayo. ISBN 84-89644-39-X
- Semen sonor sobtat, Bromera, 2004. Poesia.